# Loïc Wacquant
Loïc Wacquant (Nîmes, 1960) è un sociologo francese.
Si specializza in sociologia urbana, povertà urbana, disuguaglianza razziale, corpo, teoria sociale ed etnografia.
Lavora principalmente dal punto di vista della sociologia adattata di Pierre Bourdieu, ma è influenzato anche da Karl Marx e Max Weber.
Wacquant è anche un pugile ricreativo e ha usato la sua boxe per scrivere un'etnografia sulla vita afroamericana nel ghetto di Chicago.

## Ghetto, iperghetto e antighetto
Wacquant distingue tre tipi di quartieri poveri. Il ghetto è una parte socialmente separata per un gruppo etnico, contenente varie classi economiche di quel gruppo. Di conseguenza ha le proprie strutture e istituzioni sociali complesse. L'iperghetto è il prodotto risultante del ghetto dopo l'emancipazione economica dei membri ricchi e benestanti di un gruppo etnico e ora contiene le persone più povere di un gruppo etnico. Ha perso le sue strutture complesse, il che rende difficile la futura emancipazione. Secondo Wacquant l'iperghetto è un fenomeno particolarmente americano nel mondo occidentale. L'anti-ghetto è un luogo etnicamente diverso in alcune città europee, dove manca la solidarietà del ghetto e dell'iperghetto, ma è più emancipatore del ghetto e dell'iperghetto.
Loïc Wacquant si è laureato all'HEC Paris, all'Università di Paris-Nanterre, all'Università di Parigi e all'Università di Chicago.